# Бубнова-Оно, Анна Дмитриевна
А́нна Дми́триевна Бубно́ва-О́но (1890—1979) — русская, советская и японская скрипачка и педагог. Была замужем за Оно Сюнъити, японским зоологом, общественным деятелем, переводчиком русской литературы. Племянница её мужа — Йоко Оно, вдова Джона Леннона.

## Биография
Родилась 1 (13) марта 1890 года в дворянской семье в Санкт-Петербурге. Отец, Дмитрий Капитонович, банковский служащий, имел чин коллежского советника. Мать, Анна Николаевна, урождённая Вульф, обладала прекрасным голосом и была музыкально одарённым человеком. В детстве и юности вместе со старшей сестрой Варварой, впоследствии известной художницей и искусствоведом, часто бывала в имении деда по материнской линии Н. И. Вульфа в селе Берново Старицкого уезда, в этом имении у своих друзей Вульфов бывал когда-то А. С. Пушкин.
В 1904—1911 годах училась в Петербургской консерватории по классу скрипки (ведущий профессор Л. Ауэр). По окончании консерватории преподавала музыку и концертировала. В 1915 году вышла замуж за японца Оно Сюнъити, будущего зоолога, в то время студента-вольнослушателя естественного факультета Петербургского университета, и переехала в Японию.
В Японии Анна Бубнова-Оно занялась популяризацией европейской музыки, открыв в своем доме детскую музыкальную школу; среди её первых учениц известные в дальнейшем музыканты Сува Нэдзико, Ивамото Мари, Масуко Ушиода и многие другие.
В 1930-х годах погиб единственный сын четы Оно, что в дальнейшем привело к разводу.
Преподавала (профессор) в Музыкальном институте Тохо и Академии музыки Мусасино. Воспитала для Японии два поколения скрипачей, более тысячи человек. В 1946 году ученики объединились в музыкальное общество её имени. В 1959 году за заслуги в музыкально-педагогической деятельности была награждена орденом Священного сокровища четвёртой степени. В Японии Анну Бубнову-Оно называют «матерью японских скрипачей».
Вернулась в СССР в 1960 году. Вместе с сестрой Варварой жила в Сухуми, преподавала в музыкальном училище.

## Сайт
- Биография (англ.) на Find a Grave
- Сайт памяти Анны Оно (яп.)
- Как Анна Бубнова стала тетей Йоко Оно и Японию на скрипке играть научила. MyWebS (22 января 2016). Дата обращения: 22 февраля 2018.